# Валкеу-де-Сус
Валкеу-де-Сус (рум. Valcău de Sus) — село у повіті Селаж в Румунії. Входить до складу комуни Валкеу-де-Жос.
Село розташоване на відстані 395 км на північний захід від Бухареста, 25 км на захід від Залеу, 75 км на північний захід від Клуж-Напоки.

## Населення
За даними перепису населення 2002 року у селі проживали 916 осіб. Рідною мовою 911 осіб (99,5%) назвали румунську.
Національний склад населення села:
| Національність | Кількість осіб | Відсоток |
| -------------- | -------------- | -------- |
| румуни         | 643            | 70,2%    |
| цигани         | 271            | 29,6%    |